# Phare de Krossvík
Le phare de Krossvík est un phare d'Islande. Il est situé à Akranes, dans la région de Vesturland.